# Kakaószagú fakógomba
A kakaószagú fakógomba (Hebeloma laterinum) a Hymenogastraceae családba tartozó, Európában honos, lombos- és tűlevelű erdőkben élő, nem ehető gombafaj.

## Megjelenése
A kakaószagú fakógomba kalapja 3-8 (10) cm széles, kezdetben félgömb alakú, majd domborúan, széles domborúan kiterül, közepe ritkán tompán púpos. Felszíne sima, nedvesen síkos. Színe krémszínű, halvány- vagy rózsaszínes sárgásbarna, okkerbarna, középen sötétebb. Széle széle sokáig begöngyölt, majd egyenes; idősen gyakran bordázott.
Húsa fehéres vagy halványbarnás. Szaga édeskés (egyes források szerint kakaószerű), íze keserű vagy nem jellegzetes. 
Sűrű lemezei felkanyarodók vagy szabadon állók; nem könnyezők. Színük fiatalon krémszínű, majd agyagbarnára színeződnek.
Tönkje 5-7 cm magas és max. 1,5 cm vastag. Alakja hengeres vagy orsó alakú, a tövénél néha gumós, lehet ez alatt gyökerező. Színe  csúcsán fehéres, lejjebb sárgásbarna, a tövén barnul. Felülete gyapjas-szálas.
Spórapora agyagbarna. Spórája mandula formájú, finoman szemcsés, mérete 9-11 (12,5) x 5,5-7 µm.

### Hasonló fajok
A retekszagú fakógomba, az édesillatú fakógomba vagy a zsemleszínű fakógomba hasonlít hozzá. 

## Elterjedése és élőhelye
Európában honos. Magyarországon ritka. 
Meszes talajú lombos és fenyőerdőkben található meg, gyakran kis csoportokban. Júliustól októberig terem.
Nem ehető, lehetséges hogy enyhén mérgező.

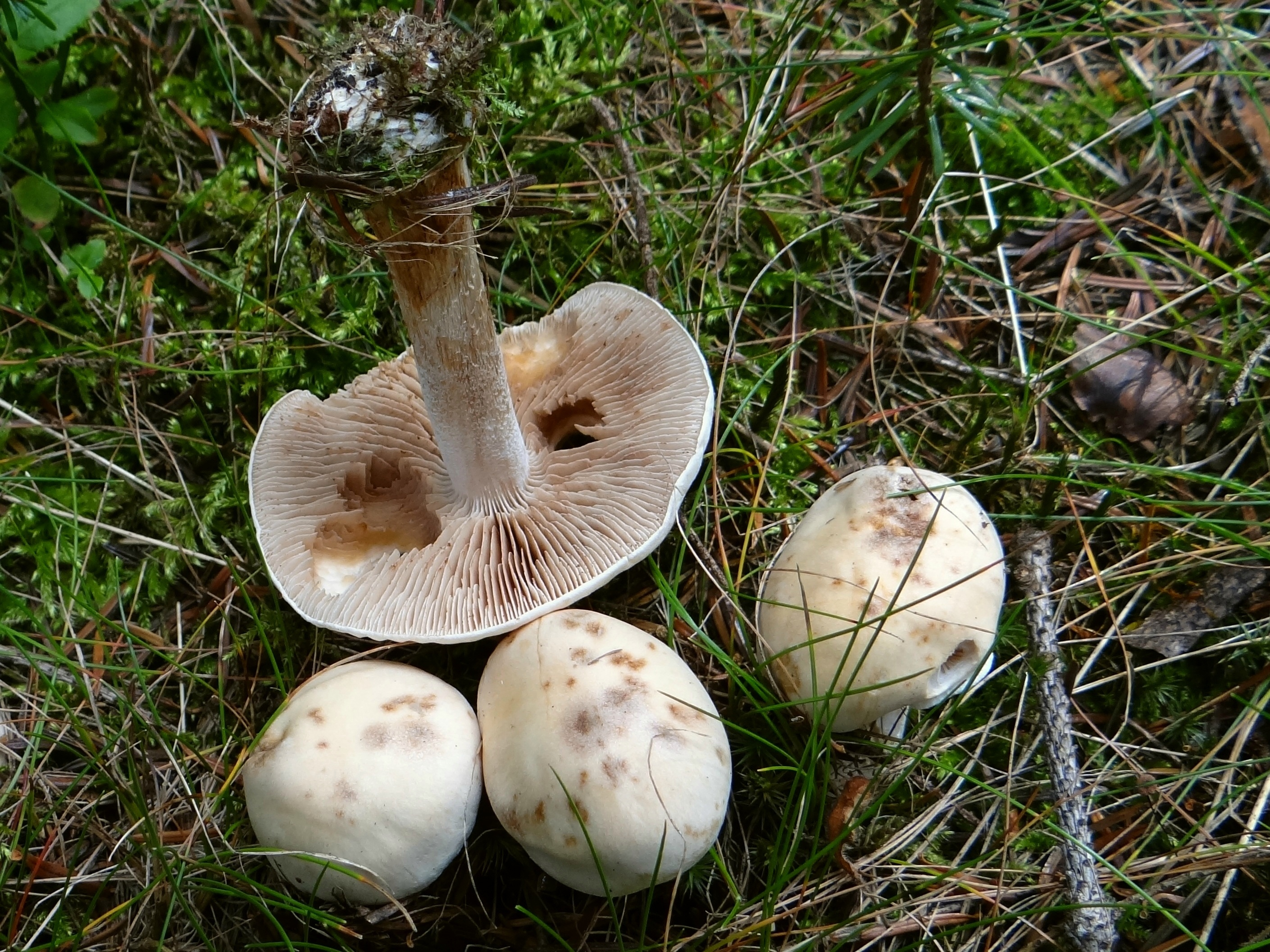
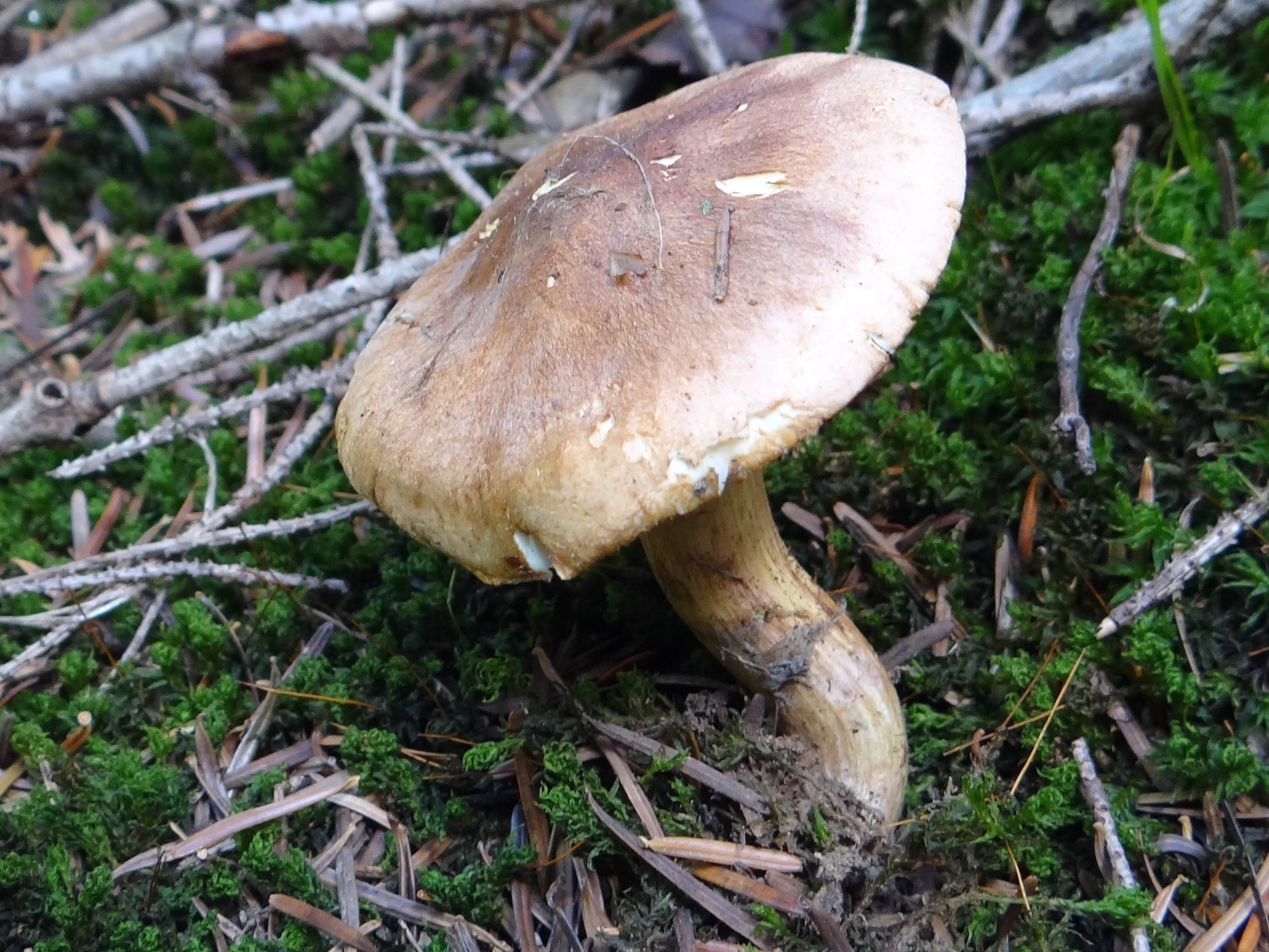
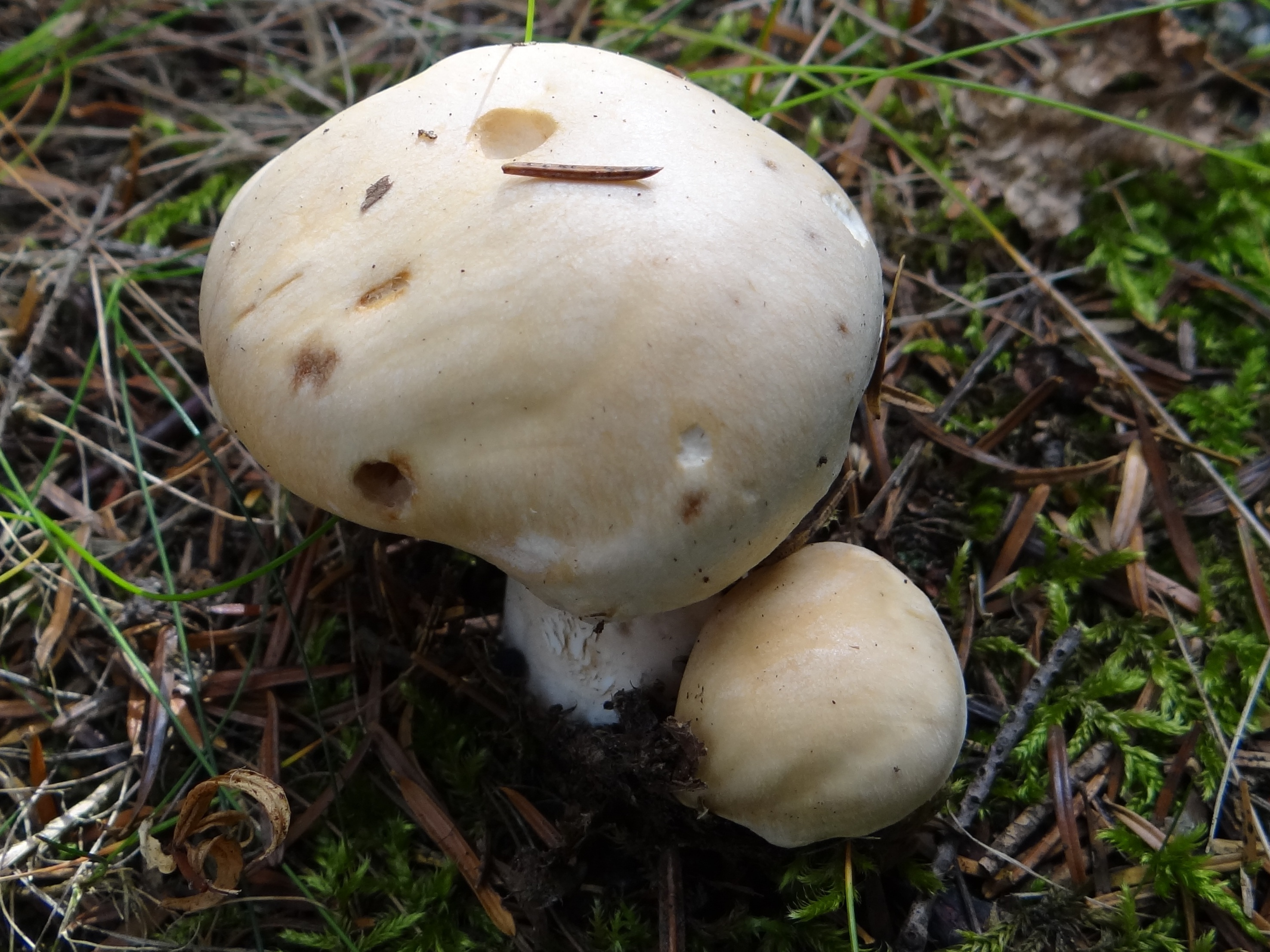
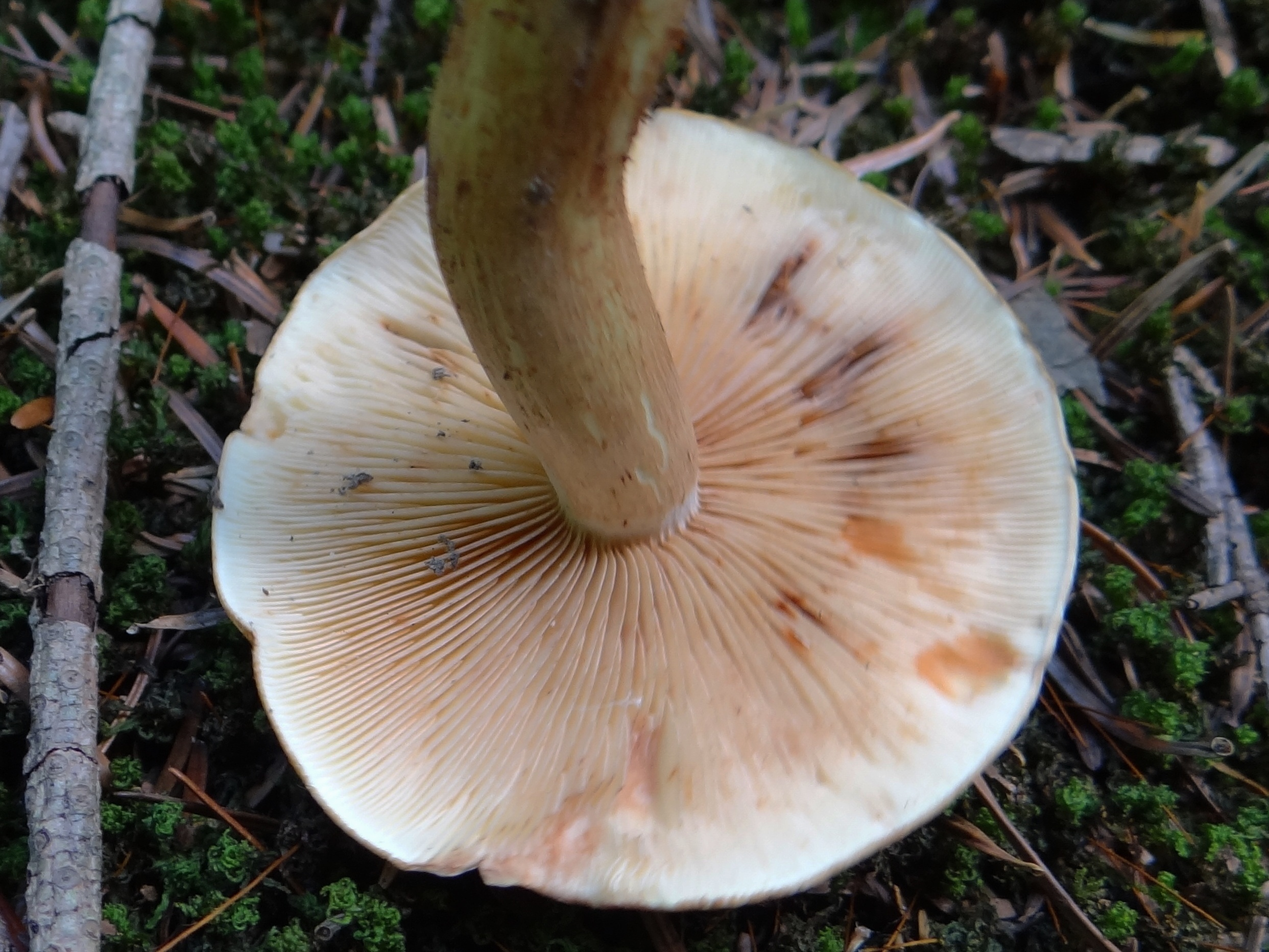